# 庫爾尼基 (季夫里夫區)
48°59′33″N 28°24′42″E / 48.99250°N 28.41167°E
庫爾尼基（烏克蘭語：Курники），是烏克蘭的村落，位於該國西南部文尼察州，由文尼察區負責管轄，始建於1723年，面積0.34平方公里，海拔高度276米，2001年人口107，人口密度每平方公里314.71人。